# وییسفلک
وییسفلک (به آلمانی: Wiesfleck) یک منطقهٔ مسکونی در اتریش است که در ناحیه اوبروارت واقع شده‌است. وییسفلک ۱٬۱۴۴ نفر جمعیت دارد.